# فضاء ثنائي
في الرياضيات، يوجد لأي فضاء متجهي،V، فضاء ثنائي متجهي (آو ببساطة فضاء  ثنائي) يتألف من جميع الدالات الخطية على V ، جنبا إلى جنب مع هيكلية الفضاء المتجهي لحاصل جمع كل النطاط ونتيجة ضرب المدرج بقيمة ثابتة.
{\displaystyle }